# Велополька (річка)
Велополька (пол. Wielopolka, Brzeźnica) — гірська річка в Польщі, у Ропчицько-Сендзішовському й Дембицькому повітах Підкарпатського воєводства. Права притока Вислоки (басейн Балтійського моря).

## Опис
Довжина річки — 53,7 км, площа басейну водозбору — 486,1 км², відстань між витоком і гирлом — 24,25 км, коефіцієнт звивистості річки — 2,2. Формується безіменними струмками.

## Розташування
Бере початок у селі Навсе-Гурне. Тече переважно на північний захід і у селі Бжезьниця впадає у річку Вислоку, праву притоку Вісли.
Населені пункти вздовж берегової смуги: Навсе, Вельополе-Скшинське, Ґліник, Недзьвяда, Лончкі-Кухарські, Оконін, Ропчиці, Борек-Малий, Козоджа, Скшишув, Пащина.

## Цікавий факт
- Річку перетинають туристичні шляхи, які на мапі туристичній позначені зеленим та чорним кольором[3].